# Mycosphaerella peruviana
Mycosphaerella peruviana är en svampart som först beskrevs av Speg., och fick sitt nu gällande namn av Tomilin 1979. Mycosphaerella peruviana ingår i släktet Mycosphaerella och familjen Mycosphaerellaceae.   Inga underarter finns listade i Catalogue of Life.